# Дървена църква
Дървена църква е всяка църква, която е построена от дървен материал.
Тези църкви се срещат в региони, в които дървесината е достъпен строителен материал, като например на Скандинавския полуостров, в Русия, Полша, Словакия, Сърбия и другаде.

## Цариград
Съществувала е дървена църква в Цариград преди Освобождението, дарена за църковните нужди (извън българските земи), в която е прогласена Българската екзархия. Тя обаче скоро след Освобождението и до края на 19 век е заменена с желязна 3-корабна конструкция от най-модерен тип за времето си.

## Сърбия
Дървените църкви, характерни за гористите местности на Динарите, започнали усилено да се строят и в Шумадия по времето на Второто сръбско въстание.
Според легендата, турците позволили на херите и ужичаните тези църкви да бъдат построени върху предварително отредени парцели за тази цел, но под условието, че херите могат да ги построят за една нощ.
Запазените дървени църкви в Сърбия са на около 200 години и сами по себе си не показват признаци на упадък, което е добър показател за надеждността на строителната дървесина от която са изградени.
Като правило старовлашката дървена къща е отделена от църквата. Типичните сръбски селища са от разпръснат, а не от сгрупиран тип, каквито са моравските, респективно българските поселища.